# Ocoee (Florida)
Ocoee város az Amerikai Egyesült Államok Florida államában, Orange megyében. Lakosainak száma 47 295 fő (2020. április 1.).

## Népesség
A település népességének változása:

| 2010 | 35 579 |
| 2020 | 47 295 |